# Druckpunkt (Strömungslehre)
Der Druckpunkt (DP) eines Körpers in der Strömung befindet sich dort, wo sich alle wirksamen Strömungskräfte zusammenfassen lassen. In Bezug auf den Druckpunkt wirkt kein Drehmoment; dies unterscheidet ihn vom Neutralpunkt.
Bei Auftriebsprofilen befindet sich der Druckpunkt hinter dem Neutralpunkt. Der Abstand {\displaystyle x} zwischen diesen beiden Punkten beträgt:
{\displaystyle x={\frac {C_{\mathrm {m} }}{C_{\mathrm {a} }}}\cdot t}
wobei
- {\displaystyle t} die Flügeltiefe
- {\displaystyle C_{\mathrm {m} }} der Momentbeiwert in Bezug auf den Neutralpunkt und
- {\displaystyle C_{\mathrm {a} }} der Auftriebsbeiwert ist.

Der Druckpunkt befindet sich beim Flügelprofil am Schnittpunkt von Luftkraftresultierender und Profilsehne. Seine Position auf der Profilsehne hängt ab von der Wölbung des Profils und vom Anstellwinkel der Tragfläche. Bei gewölbten Profilen liegt der Druckpunkt normalerweise auf einem Drittel der Flächentiefe ({\displaystyle x\approx 0{,}33\cdot t}).

## Druckpunktwanderung

Druckpunktlage auf der Profilsehne

An gewölbten Flügelprofilen ändert der Druckpunkt je nach Anstellwinkel seine Position in Strömungsrichtung: er wandert auf der Profilsehne nach vorne, wenn der Anstellwinkel erhöht wird. Bei einer DP-Position hinter dem Viertelpunkt der Profiltiefe bewirkt jede Anstellwinkelerhöhung eine aufstellende Drehmomentänderung (Nase nach oben).
Als geometrisches Maß für die Druckpunktwanderung gelten die Profilwölbung und deren Rücklage. Als dynamisches Maß für die Druckpunktwanderung gilt das Drehmoment um den Neutralpunkt.
Bei symmetrischen Flügelprofilen befindet sich der Druckpunkt unabhängig vom Anströmwinkel an der Stelle des Neutralpunktes, also bei 1/4 der Flügeltiefe. Ein ähnliches Verhalten lässt sich mit einer geeignet gewellten Skelettlinie eines S-Schlag-Profils erreichen.

### Stabilität
Der Luftkraftvektor am Druckpunkt entwickelt beim fixen Neutralpunkt am Profil ein Drehmoment. Dieses Drehmoment um die Querachse (Längsstabilität) wird im stationären Gleitflug (Trimmgeschwindigkeit) beim Gleitschirm durch die tiefe Lage des Schwerpunktes ausgeglichen und stabilisiert. Den gleichen Zweck erreicht das Segelflugzeug durch die Druckpunktpositionierung mit dem Höhenleitwerk.

### Steuerung
Zum Steuern der Geschwindigkeit (Nickbewegung um die Querachse) wird beim Hängegleiter der Schwerpunkt horizontal verschoben. Beim Gleitschirm wird die Lage des Druckpunktes mit der Flügelhinterkante oder dem Beschleuniger horizontal verändert und beim Segelflugzeug mit dem Höhenleitwerk.

### Stabilität und Steuerung
Für Stabilität und Steuerung bedeutet das Einstellen (Trimmen) und Verschieben (Steuern) des Druckpunktes oder des Schwerpunktes dasselbe. Entscheidend ist die Geometrie „Druckpunkt-Schwerpunkt“ (Abstand, Richtung).